# Лемлем Хайлу
Лемлем Хайлу (англ. Lemlem Hailu, нар. 21 травня 2001) — ефіопська легкоатлетка, яка спеціалізується в бігу на середні та довгі дистанції, чемпіонка світу серед юнаків, рекордсменка світу серед юніорів.

## Спортивна кар'єра
19 лютого 2020 на змаганнях у приміщенні «Meeting Hauts-de-France Pas-de-Calais» у Льєвені встановила новий світовий рекорд у приміщенні серед юніорів (U20) з бігу на 1500 метрів (4.01,57).
У 2021 стала першою у загальному заліку Світового туру в приміщенні з бігу на 3000 метрів, внаслідок чого здобула право взяти участь у чемпіонаті світу в приміщенні-2022.

## Основні міжнародні виступи
| Рік  | Змагання                     | Місто        | Місце | Дисципліна  | Примітки |
| ---- | ---------------------------- | ------------ | ----- | ----------- | -------- |
| 2015 | Чемпіонат світу серед юнаків | Найробі      | 1     | 1500 м      |          |
| 2018 | Юнацькі Олімпійські ігри     | Буенос-Айрес | 3     | 1500 м+крос |          |
| 2019 | Африканські ігри             | Рабат        | 3     | 1500 м      |          |
| 2019 | Чемпіонат світу              | Доха         | 1пф7  | 1500 м      |          |